# Oración en el huerto (Tiziano)
La Oración en el huerto es un óleo sobre lienzo del pintor veneciano Tiziano que se encontraba en la Sala Prioral del Monasterio de El Escorial y que desde 1837 forma parte de los fondos del Museo del Prado. En los inventarios del monasterio ya se mencionaba en 1574 una obra del autor titulada como una Oración en el huerto, con los apóstoles durmiendo. La creación fue enviada al rey de España Felipe II en 1562 junto con el Rapto de Europa que copiara Rubens, hoy en el Isabella Stewart Gardner Museum de Boston. 

## Descripción
Nos encontramos ante una de las composiciones más geniales del maestro di Cadore, ejemplo fiel del cambio de paleta que se produjo en su última etapa. Cristo recibe el Cáliz de la Amargura en el huerto de Getsemaní de las manos de un ángel que aparece de una forma espectacular, provocando unas iluminaciones evocadoras e hipnóticas y que dejan al resto del entorno en una penumbra misteriosa, velando a los apóstoles que dormitan y que solo podemos vislumbrar. La atmósfera envolvente es magistral, chispeante, centelleando y difundiéndose hablando de un Tiziano que ha dado un importante paso con respecto a sus orígenes.
La pincelada es muy rápida (recuerda a la Coronación de espinas de la Pinacoteca Antigua de Múnich, 1570), abocetada, y con colores limitados: rojo, blanco, azul y pardos. Con la obra se adivina así un puente hacia quien verdaderamente otorgaría a la escuela veneciana toda su fugacidad pictórica y quintaesencia cromática: Tintoretto.